# Atletica leggera alla X Universiade
L'atletica leggera alla X Universiade si è tenuta allo Estadio Olímpico Universitario di Città del Messico nel settembre del 1979.

## Medagliati

### Uomini
| Specialità | Oro                                                                       | Risultato | Argento                                                                        | Risultato | Bronzo                                                                 | Risultato |
| Corse piane |                                                                           |           |                                                                                |           |                                                                        |           |
| 100 m | Mike Robertson                                                            | 10"19     | Leszek Dunecki                                                                 | 10"30     | Ainsley Bennett                                                        | 10"38     |
| 200 m | Pietro Mennea                                                             | 19"72     | Leszek Dunecki                                                                 | 20"24     | Ainsley Bennett                                                        | 20"42     |
| 400 m | Harald Schmid                                                             | 44"98     | Franz-Peter Hofmeister                                                         | 45"12     | Walter McCoy                                                           | 45"90     |
| 800 m | Evans White                                                               | 1'48"87   | Garry Cook                                                                     | 1'49"50   | Hans-Peter Ferner                                                      | 1'49"77   |
| 1500 m | Graham Williamson                                                         | 3'45"4    | Pierre Délèze                                                                  | 3'45"8    | Richie Harris                                                          | 3'46"4    |
| 5000 m | Ilie Floroiu                                                              | 14'12"9   | José Gómez                                                                     | 14'15"4   | Enrique Aquino                                                         | 14'18"0   |
| 10000 m | Ilie Floroiu                                                              | 29'56"1   | Enrique Aquino                                                                 | 30'16"4   | Samuel Nyariki                                                         | 30'49"1   |
| 4×100 m | Italia Gianfranco Lazzer Luciano Caravani Giovanni Grazioli Pietro Mennea | 38"42     | Costa d'Avorio Patrice Ouré Amadou Meïté Avognan Nogboum Georges Kablan Degnan | 38"73     | Francia Jean Gracia Pierrick Thessard Gabriel Brothier Pascal Barré    | 39"07     |
| 4×400 m | Stati Uniti Fred Taylor Leslie Kerr Ronnie Harris Walter McCoy            | 3'00"98   | Paesi Bassi Hugo Pont Koen Gijsbers Marcel Klarenbeek Harry Schulting          | 3'03"14   | Italia Stefano Malinverni Alfonso Di Guida Flavio Borghi Roberto Tozzi | 3'03"80   |
| Corse a ostacoli |                                                                           |           |                                                                                |           |                                                                        |           |
| 110 hs | Andrey Prokofyev                                                          | 13"50     | Thomas Munkelt                                                                 | 13"50     | Aleksandr Puchkov                                                      | 13"55     |
| 400 hs | Harry Schulting                                                           | 48"44     | Vasiliy Arkhipenko                                                             | 48"60     | James Walker                                                           | 48"88     |
| 3000 siepi | Paul Copu                                                                 | 8'58"7    | Mariano Scartezzini                                                            | 8'58"1    | Michele Cina                                                           | 9'08"7    |
| Salti |                                                                           |           |                                                                                |           |                                                                        |           |
| Salto in alto | Gerd Nagel                                                                | 2,28 m    | Rolf Beilschmidt                                                               | 2,28 m    | Holger Marten                                                          | 2,26 m    |
| Salto con l'asta | Władysław Kozakiewicz                                                     | 5,60 m    | Philippe Houvion                                                               | 5,60 m    | Patrick Abada                                                          | 5,55 m    |
| Salto in lungo | Valeriy Podluzhniy                                                        | 8,16 m    | Junichi Usui                                                                   | 8,05 m    | LaMonte King                                                           | 7,99 m    |
| Salto triplo | Willie Banks                                                              | 17,23 m   | Jaak Uudmäe                                                                    | 17,20 m   | Roberto Mazzucato                                                      | 16,87 m   |
| Lanci |                                                                           |           |                                                                                |           |                                                                        |           |
| Getto del peso | Udo Beyer                                                                 | 20,49 m   | Reijo Ståhlberg                                                                | 19,96 m   | Nikolai Khristov                                                       | 19,60 m   |
| Lancio del disco | Wolfgang Schmidt                                                          | 60,78 m   | Markku Tuokko                                                                  | 59,82 m   | Antonín Wybraniec                                                      | 58,32 m   |
| Lancio del martello | Klaus Ploghaus                                                            | 75,74 m   | Manfred Hüning                                                                 | 75,68 m   | Yuriy Sedykh                                                           | 75,54 m   |
| Lancio del giavellotto | Helmut Schreiber                                                          | 88,68 m   | Arto Härkönen                                                                  | 87,10 m   | Heino Puuste                                                           | 82,62 m   |
| Prove multiple |                                                                           |           |                                                                                |           |                                                                        |           |
| Decathlon | Sepp Zeilbauer                                                            | 8203 p.   | Jürgen Hingsen                                                                 | 8033 p.   | Heinz Antretter                                                        | 7868 p.   |
| Prove su strada |                                                                           |           |                                                                                |           |                                                                        |           |
| Marcia 20 km | -                                                                         | -         | -                                                                              | -         | -                                                                      | -         |
| record mondiale; record mondiale stagionale; record africano; record asiatico; record europeo; record nord-centroamericano e caraibico; record sudamericano; record oceaniano; record dei campionati; record nazionale; record personale; record personale stagionale. |                                                                           |           |                                                                                |           |                                                                        |           |

### Donne
| Specialità | Oro                                                                              | Risultato | Argento                                                            | Risultato | Bronzo                                                                     | Risultato |
| Corse piane |                                                                                  |           |                                                                    |           |                                                                            |           |
| 100 m | Marlies Göhr                                                                     | 11"00     | Kathy Smallwood                                                    | 11"27     | Bev Goddard                                                                | 11"32     |
| 200 m | Marita Koch                                                                      | 21"91     | Kathy Smallwood                                                    | 22"70     | Bev Goddard                                                                | 22"76     |
| 400 m | Mariya Kulchunova                                                                | 50"35     | Rosalyn Bryant                                                     | 51"35     | Christina Brehmer                                                          | 51"59     |
| 800 m | Nadezhda Mushta                                                                  | 2'00"50   | Olga Dvirna                                                        | 2'00"77   | Fita Lovin                                                                 | 2'00"81   |
| 1500 m | Natalia Marasescu                                                                | 4'13"9    | Olga Dvirna                                                        | 4'14"5    | Valentina Ilyinykh                                                         | 4'14"6    |
| 3000 m | -                                                                                | -         | -                                                                  | -         | -                                                                          | -         |
| 10000 m | -                                                                                | -         | -                                                                  | -         | -                                                                          | -         |
| 4×100 m | Unione Sovietica Vera Komisova Vera Anisimova Tatyana Prorochenko Olga Korotkova | 43"14     | Gran Bretagna Yvette Wray Kathy Smallwood Ruth Kennedy Bev Goddard | 43"26     | Francia Odile Madkaud Jacqueline Curtet Marie-Pierre Philippe Chantal Réga | 43"94     |
| 4×400 m | -                                                                                | -         | -                                                                  | -         | -                                                                          | -         |
| Corse a ostacoli |                                                                                  |           |                                                                    |           |                                                                            |           |
| 100 hs | Lucyna Langer                                                                    | 12"62     | Danuta Perka                                                       | 12"66     | Vera Komisova                                                              | 12"90     |
| 400 hs | -                                                                                | -         | -                                                                  | -         | -                                                                          | -         |
| 3000 siepi | -                                                                                | -         | -                                                                  | -         | -                                                                          | -         |
| Salti |                                                                                  |           |                                                                    |           |                                                                            |           |
| Salto in alto | Andrea Mátay                                                                     | 1,94 m    | Ulrike Meyfarth                                                    | 1,92 m    | Sara Simeoni                                                               | 1,92 m    |
| Salto con l'asta | -                                                                                | -         | -                                                                  | -         | -                                                                          | -         |
| Salto in lungo | Anita Stukane                                                                    | 6,80 m    | Jodi Anderson                                                      | 6,67 m    | Tatyana Skachko                                                            | 6,57 m    |
| Salto triplo | -                                                                                | -         | -                                                                  | -         | -                                                                          | -         |
| Lanci |                                                                                  |           |                                                                    |           |                                                                            |           |
| Getto del peso | Ilona Slupianek                                                                  | 20,48 m   | Helma Knorscheidt                                                  | 20,36 m   | Mihaela Loghin                                                             | 19,41 m   |
| Lancio del disco | Svetlana Melnikova                                                               | 63,54 m   | Evelin Jahl                                                        | 63,00 m   | Florenta Tacu                                                              | 59,28 m   |
| Lancio del martello | -                                                                                | -         | -                                                                  | -         | -                                                                          | -         |
| Lancio del giavellotto | Eva Raduly-Zörgö                                                                 | 67,20 m   | Ivanka Vancheva                                                    | 63,04 m   | Mayra Vila                                                                 | 60,98 m   |
| Prove multiple |                                                                                  |           |                                                                    |           |                                                                            |           |
| Pentathlon | Yekaterina Smirnova                                                              | 4497 p.   | Sylvia Barlag                                                      | 4306 p.   | Ina Losch                                                                  | 4272 p.   |
| Prove su strada |                                                                                  |           |                                                                    |           |                                                                            |           |
| Marcia 20 km | -                                                                                | -         | -                                                                  | -         | -                                                                          | -         |
| record mondiale; record mondiale stagionale; record africano; record asiatico; record europeo; record nord-centroamericano e caraibico; record sudamericano; record oceaniano; record dei campionati; record nazionale; record personale; record personale stagionale. |                                                                                  |           |                                                                    |           |                                                                            |           |

## Medagliere
| Posizione | Paese            | Oro | Argento | Bronzo | Totale |
| --------- | ---------------- | --- | ------- | ------ | ------ |
| 1         | Unione Sovietica | 8   | 4       | 6      | 18     |
| 2         | Germania Est     | 5   | 4       | 1      | 10     |
| 3         | Romania          | 5   | 0       | 3      | 8      |
| 4         | Germania Ovest   | 4   | 4       | 4      | 12     |
| 5         | Stati Uniti      | 4   | 2       | 4      | 10     |
| 6         | Polonia          | 2   | 3       | 0      | 5      |
| 7         | Italia           | 2   | 1       | 4      | 7      |
| 8         | Regno Unito      | 1   | 4       | 4      | 9      |
| 9         | Paesi Bassi      | 1   | 2       | 0      | 3      |
| 10        | Austria          | 1   | 0       | 0      | 1      |
| 10        | Ungheria         | 1   | 0       | 0      | 1      |
| 12        | Finlandia        | 0   | 3       | 0      | 3      |
| 13        | Messico          | 0   | 2       | 1      | 3      |
| 14        | Francia          | 0   | 1       | 3      | 4      |
| 15        | Bulgaria         | 0   | 1       | 1      | 2      |
| 16        | Giappone         | 0   | 1       | 0      | 1      |
| 16        | Svizzera         | 0   | 1       | 0      | 1      |
| 16        | Costa d'Avorio   | 0   | 1       | 0      | 1      |
| 19        | Cecoslovacchia   | 0   | 0       | 1      | 1      |
| 19        | Kenya            | 0   | 0       | 1      | 1      |
| Totale    | Totale           | 34  | 34      | 34     | 102    |